# Darinka Mravljak
Darinka Mravljak, slovenska političarka, * 3. februar 1965.
Kot poslanka SLS+SKD je bila članica 2. državnega zbora Republike Slovenije.
Na evropskih volitvah 2024 je kandidirala na četrtem mestu skupne liste strank DeSUS in Dobra država. Na volitvah 9. junija listi ni uspel preboj v Evropski parlament, Darinka Mravljak pa je dobila 224 preferenčnih glasov volivcev.
Na kongresu stranke DeSUS junija 2024 je bila izvoljen za podpredsednico stranke.